# جشنواره جهانی معماری

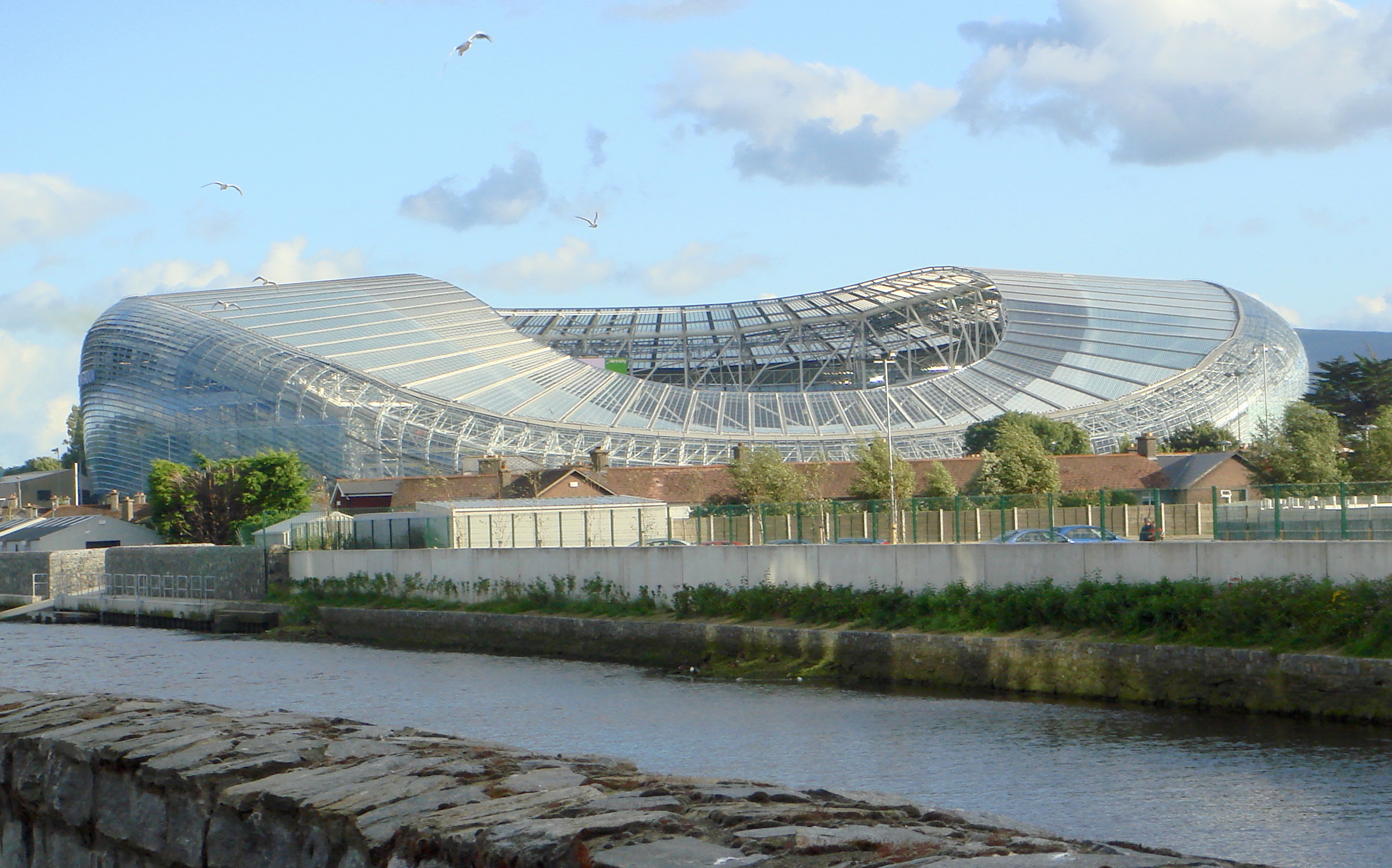
برنده جایزه ۲۰۱۰: جایزه بنیاد ONCE برای دسترسی (دو برنده مشترک) رده: ورزش. استادیوم آویوا ، ایرلند، دوبلین توسط پاپولوس با همکاری اسکات تالون واکر

جشنواره جهانی معماری (WAF) یک جشنواره سالانه و مراسم اهدای جوایز است که یکی از معتبرترین رویدادهای اختصاص داده شده به صنعت معماری و توسعه محسوب می‌شود. این جشنواره از سال ۲۰۰۸ تا ۲۰۱۱ در بارسلون برگزار شد و پس از آن به مدت چهار سال به سنگاپور منتقل شد. از سال ۲۰۱۶، شهرهای میزبان شامل برلین و آمستردام بودند. این تنها رویدادی است که در آن  حدود ۵۵۰ معمار راه‌یافته به مرحلهٔ نهایی، پروژه‌های خود را به صورت زنده در اتاق‌های داوری به هیئت داوران ارائه می‌دهند. یکی از این پروژه‌ها عنوان ساختمان سال جهان را به خود اختصاص می‌دهد. جشنواره جهانی معماری هر سال فهرستی از برندگان جوایز را در وب سایت رسمی خود منتشر می‌کند.     

## لینک‌های خارجی
- وب سایت رسمی - جشنواره جهانی معماری
- وب سایت رسمی - فهرست ساختمان‌های جهانی